# Gran Castello Historic House
Gran Castello Historic House znane też jako Muzeum Folkloru (malt. Dar Storika tal-Gran Kastell) – muzeum na terenie Cittadelli, małego ufortyfikowanego średniowiecznego miasta z cytadelą, na maltańskiej wyspie Gozo, w centrum miasta Victoria.

## Opis
Przylegające do siebie budynki wybudowane zostały prawdopodobnie na początku XVI w. W zabudowaniach widoczny jest wpływ architektury sycylijskiej i katalońskiej, a także późnogotycki. Cześć domów należała do bogatych rodzin o czym świadczą cechy architektoniczne na elewacjach. W 1983 utworzono w nich muzeum folkloru wysp maltańskich. W 2016 po renowacji Cittadelli muzeum nadano nazwę Gran Castello Historic House.
Zbiory muzeum odnoszą się do tradycyjnych sposobów życia wiejskiego, umiejętności, rzemiosła i tradycji, które ukształtowały życie codzienne na wyspach. Znajdują się tam narzędzia wykorzystywane: w rolnictwie, przez kamieniarzy, kowali, stolarzy, młynarzy. Eksponaty prezentują też lokalne rzemiosła jak tkactwo i koronkarstwo. Osobna sala poświęcona jest rybołówstwu.